# دانيال ويلش
دانيال ويلش (بالإنجليزية: Daniel Welch)‏ هو لاعب هوكي الجليد أمريكي، ولد في 23 فبراير 1981 في هاستينغز في الولايات المتحدة.

## وصلات خارجية
- دانيال ويلش على موقع دوري الهوكي الوطني (الإنجليزية)
- دانيال ويلش على موقع EliteProspects.com (الإنجليزية)
- دانيال ويلش على موقع HockeyDB.com (الإنجليزية)